# Val-des-Vignes
Val-des-Vignes es una comuna nueva francesa situada en el departamento de Charente, de la región de Nueva Aquitania.

## Historia
Fue creada el 1 de enero de 2016, en aplicación de una resolución del prefecto de Charente de 5 de octubre de 2015 con la unión de las comunas de Aubeville, Jurignac, Mainfonds y Péreuil, pasando a estar el ayuntamiento en la antigua comuna de Jurignac.

## Demografía
| Gráfica de evolución demográfica de Val-des-Vignes entre 1800 y 2013 |
|                                                                      |

Los datos entre 1800 y 2013 son el resultado de sumar los parciales de las cuatro comunas que forman la nueva comuna de Val-des-Vignes, cuyos datos se han cogido de 1800 a 1999, para las comunas de Aubeville, Jurignac, Mainfonds y Péreuil de la página francesa EHESS/Cassini. Los demás datos se han cogido de la página del INSEE.

## Composición
| Comuna delegada | Código INSEE | Población (2013) | Superficie (km²) | Densidad (hab./km²) |
| --------------- | ------------ | ---------------- | ---------------- | ------------------- |
| Aubeville       | 16021        | 150              | 8.22             | 18                  |
| Jurignac        | 16175        | 594              | 16               | 37                  |
| Mainfonds       | 16201        | 226              | 9.26             | 24                  |
| Péreuil         | 16257        | 405              | 17.18            | 24                  |